# Mnemosyne simula
Mnemosyne simula är en insektsart som beskrevs av Van Stalle 1988. Mnemosyne simula ingår i släktet Mnemosyne och familjen kilstritar. Inga underarter finns listade i Catalogue of Life.